# バルサTV
バルサTV（Barça TV）はスペインのサッカークラブ・FCバルセロナ（バルサ）のオフィシャルクラブTV。
スペイン本国では、1999年放送開始。「レアル・マドリードTV」（レアル・マドリードのオフィシャルクラブTV）とともに、衛星放送「DIGITAL+」で放送されていた。
しかしバルサの経営難から2023年6月末で終了。

## 日本での放送
2005年7月よりJ SPORTSで放送開始。放送決定に先立ち、バルサの日本人スタッフがリサーチを行ったところ、（2003/04シーズンよりリーガ・エスパニョーラの放映権を保有しているWOWOWによる）現状の放送体制には満足しておらず、特に（それ以前に放映権を保有していたJ SPORTS（当時J SKY SPORTS）のメイン実況だった）倉敷保雄の実況によるバルサの試合が見たいという要望が多かったという。
放送開始当初は、原則として、過去の名試合は平畠啓史がコメンテーターとして解説者とのコンビで進行、UEFAチャンピオンズリーグは倉敷保雄が実況を担当（スカパー!で実況を担当した試合を除く）していたが、2009年現在は平畠（2008年より肩書きが「実況」となっている）・倉敷以外も実況を担当する。
選手名の発音に対してスタッフから注文があるらしく、アンドレウ・フォンタスはフォンタースと発音するように言われていると、金子達仁は放送中に発言している。
2008年9月、リーガ・エスパニョーラおよびコパ・デル・レイの放送が決定した。
2011年6月をもって、権利上の都合でJ SPORTSでの放送終了。
2015-2016シーズンは2015年11月～2016年3月まで、日テレジータスでリーガ・エスパニョーラ第9節から第24節、国王杯、チャンピオンズリーグを放送していたが、現在は放送されていない。（試合の実況音声は英語のみ 日本語字幕なし　※ただし、インタビューや試合のダイジェスト等には一部日本語字幕あり）

### 番組概要
- "PARTIDO"（初回放送 J sports 2、不定期放送）
  - スペイン語で「試合」の意。2007/08シーズンより、これまで過去の名試合を放送していた"Historia"に代わり放送されている。過去の名試合や親善試合、プレシーズンマッチなどを放送する。リーガ・エスパニョーラおよびコパ・デル・レイ放送開始に伴い、新作は月1回程度の放送となったが、"Historia"共々随時リピート放送されている。
- UEFAチャンピオンズリーグ（初回放送 J sports Plus、金曜）
  - 2005/06シーズンより放送開始。
- リーガ・エスパニョーラ（初回放送 J sports 2、木曜）
  - 2008年10月より放送開始。
- コパ・デル・レイ（初回放送 J sports 2）
  - 2008年11月より放送開始。
- バルサ・エス・バルサ（初回放送 J sports 2、金曜22:00 - ）
  - バルサの情報番組。2006年1月放送開始（2005年8月より12月までは「Foot!」内にバルサTVコーナーがあり、そこでバルサ情報を伝えていた）。
- プルメーザス ～バルサ・カンテーラ・ハイライト～（初回放送 J sports 2、木曜22:00  - ）
  - カンテーラ（下部組織）のハイライト。
- エスペシアレス
  - バルサ・エス・バルサのエスペシャル（特集）を再編集したもの。

### 過去の番組
- Barça Toons
  - 選手をそのままアニメ化したショートアニメ。

## 出演
- 平畠啓史（DonDokoDon）（実況）
- 倉敷保雄（実況）
- 澤田達哉（実況）
- 下田恒幸（実況）
- 永田実（実況）
- 谷口広明（実況）
- 幸谷秀巳（解説）
- 玉乃淳（解説）
- 中山淳（解説）
- 羽中田昌（解説）
- 原博実（解説、かつて「バルサ・エス・バルサ」ナビゲーターも担当）
- 山口素弘（解説）
- 城彰二（解説、PARTIDOで自ら出場した99-00シーズンのレアル・バリャドリード戦を解説した）
- 金子達仁（ゲスト）
- 菅原慎吾（コメンテーター、バルサTVディレクター→プロデューサー）
- 前島貴志（「バルサ・エス・バルサ」ナレーター、コメンテーター）